# Rassvet (Gai-Kodzor)
|  | Per a altres significats, vegeu «Rassvet». |

Rassvet - Рассвет (rus) - és un khútor del krai de Krasnodar, a Rússia. Es troba al vessant del Caucas occidental, a la vora dreta del riu Anapka, a 10 km a l'est d'Anapa i a 121 km a l'oest de Krasnodar.
Pertany al poble de Gai-Kodzor.